# كيفن كولينز (موسيقي)
كيفن كولينز هو موسيقي ومنتج أسطوانات ومغني وكاتب أغاني كندي، ولد في 18 أبريل 1961 في Placentia, Newfoundland and Labrador ‏ في كندا.

## وصلات خارجية
- كيفن كولينز على موقع IMDb (الإنجليزية)

- الموقع الرسمي